# Aotus zonalis
El mico nocturno panameño o mico nocturno chocoano (Aotus zonalis), conocido en Panamá como jujuná, es una especie de primate platirrino de la familia Aotidae que habita en Panamá y Colombia. Anteriormente se consideraba una subespecie de Aotus lemurinus, pero actualmente es más aceptada la revisión de Thomas Defler, la cual basada en los cariotipos la considera una especie separada.

## Distribución y hábitat
Su territorio se establece desde Panamá hasta la región Chocó de Colombia. También hay un reporte no confirmado de su incidencia en Costa Rica, específicamente en las costas del Caribe. Es clara su presencia en las tierras bajas del Atlántico de Panamá cerca de la Frontera con Costa Rica. El mono panameño nocturno es arbóreo y nocturnal. Este y otros miembros del género Aotus son los únicos monos nocturnos. Se encuentra en diferentes tipos de bosques, incluyendo bosques secundarios y plantaciones de café.

## Características
El mono nocturno panameño es un mono relativamente pequeño, con las hembras pesando aproximadamente 889 gramos y los machos pesando alrededor de 916 gramos. El pelaje en la espalda es una mezcla de color chocolate grisáceo y chocolate rojizo. La barriga es amarilla. El pelo en las manos es negro o chocolate oscuro, lo cual es una clave característica para distinguirlo de A. lemurinus. Otra característica distintiva se remite a su cráneo, con una bóveda craneana ancha, la región interorbital deprimida y grandes molares.
Al igual que otros monos nocturnos, el panameño tiene ojos grandes, adecuados para el estilo de vida nocturno. Pero a diferencia de muchas otras especies nocturnas, sus ojos no tienen un tapetum lucidum. También como otros monos nocturnos, este tiene una cola de longitud comparable al tamaño de su cuerpo.

## Comportamiento
Vive en grupos pequeños de entre dos a seis animales. El grupo consiste de un par de adultos, una criatura, varios jóvenes y subadultos. Los grupos son territoriales y ocupan territorios que se superponen ligeramente con otros grupos. Todas las modalidades de comunicación, vocal, olfativa y comportamental se han documentado. Por lo menos nueve llamados vocales han sido identificados, incluyendo varios tipos de gruñidos, alaridos, chillidos, gemidos y trinos. Cuando los machos tienen un año de edad, desarrollan una glándula cerca de cola que con su fragancia es utilizada para marcar su territorio. También se impregnan en orina, donde la orina es frotada en las manos y los pies. Los despliegues parecen ser menos importantes que la comunicación vocal y olfativa, pero muestran ciertos comportamientos, como la adopción de poses con la espalda encorvada, saltos a pies juntos, se orinan, defecan e incluso se erizan.
El mono nocturno panameño se desplaza principalmente en posición cuadrúpeda, pero son capaces de brincar o correr cuando es necesario. Su alimentación es variada. En un estudio en la Isla de Barro Colorado en Panamá, se encontró que su dieta consiste del 65% de frutas, del 30% de hojas y del 5% de insectos.
En comparación con otros monos nocturnos, el mono nocturno panameño es uno de los pocos monos monógamos, la pareja generalmente tiene una sola cría al año, aunque ocasionalmente tienen gemelos. El periodo de gestación es de alrededor de 133 días. El padre lleva la criatura desde que tiene uno o dos días de nacido y se lo pasa a la madre para que le amamante.
Aunque ver los monos es algo popular para los turistas cuando visitan Panamá, el hábito nocturno de esta especie hace menos frecuente verlos que las otras especies de monos panameños. Sin embargo, con un guía cualificado es posible observarlos.